# Шифр Бэкона

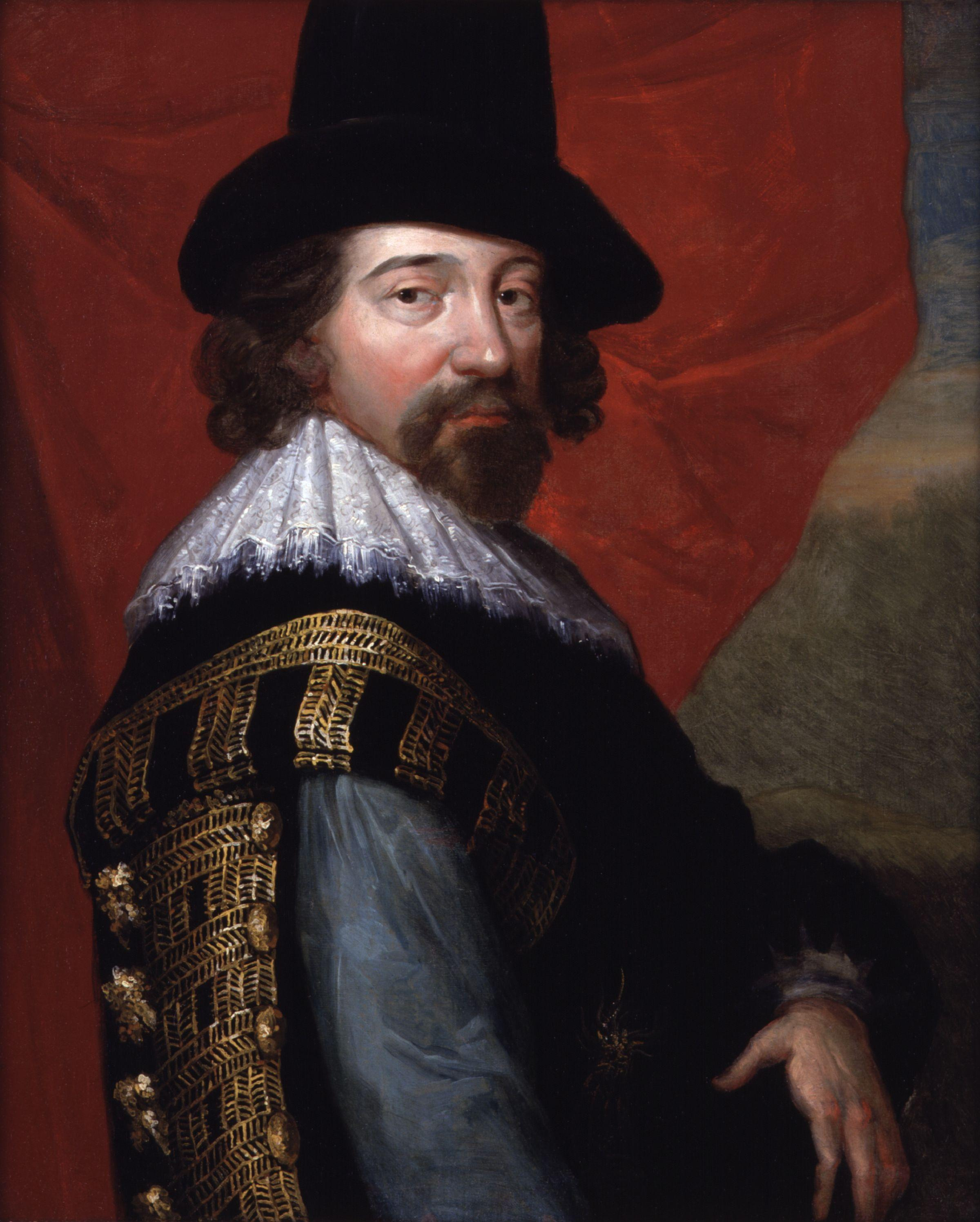
Сэр Фрэнсис Бэкон

Шифр Бэкона (или «двухлитерный шифр») — метод сокрытия секретного сообщения, придуманный Фрэнсисом Бэконом в начале XVII века. Он разрабатывал шифры, которые бы позволяли передавать секретные сообщения в обычных текстах так, чтобы никто не знал об этих сообщениях. Шифр базируется на двоичном кодировании алфавита символами «A» и «B», которым можно сопоставить «0» и «1». Затем секретное послание «прячется» в открытом тексте с помощью одного из способов сокрытия сообщений.
Шифр Бэкона связан с так называемым Шекспировским вопросом. Существует ряд до сих пор недоказанных предположений об авторстве ряда произведений Уильяма Шекспира. В том числе, согласно «Бэконианской версии», автором пьес Шекспира был Фрэнсис Бэкон.

## Основная идея
Шифр впервые встречается в работе Бэкона: «О преумножении наук» (1605) и более подробно описан в сочинении «О достоинстве и преумножении наук» (1623). В своих трудах Ф. Бэкон сформулировал три требования, которым должен удовлетворять любой «хороший» шифр. Он должен быть:

1. Незамысловатым и несложным в работе.
2. Надёжным и не поддающимся дешифровке.
3. По возможности не вызывать никаких подозрений.

Шифр, обладающий третьим свойством, является «тайным» — то есть о его существовании никто не догадывается. Над созданием именно таких шифров и трудился Ф. Бэкон. В итоге он пришёл к примерно следующему способу шифрования:
- Берётся секретное сообщение.
- Выбирается метод кодирования (то есть правило, по которому каждой букве алфавита будет ставиться в соответствие определённый набор символов) и зашифровывается сообщение.
- Выбирается способ сокрытия сообщения (то есть правило, по которому символам зашифрованного сообщения ставятся в соответствие другие буквы или слова алфавита) и получается конечный текст.

Для реализации основного принципа стеганографии (то есть сокрытия факта существования секретного сообщения) конечный текст должен иметь какой-то конкретный смысл, а не выглядеть произвольным набором символов. Создание такого «осмысленного» текста является наиболее трудоёмкой задачей при кодировании шифром Бэкона.

## Методы кодирования
Для кодирования сообщений Фрэнсис Бэкон предложил каждую букву текста заменять на группу из пяти символов «A» или «B» (так как последовательностью из пяти двоичных символов можно закодировать 25 = 32 символа, что достаточно для шифрования 26 букв английского алфавита). Это можно сделать несколькими способами:

### Алфавитный метод
Во времена Фрэнсиса Бэкона английский алфавит состоял из 24 букв ввиду того, что буквы «I» и «J», а также «U» и «V» были попарно неотличимы и использовались одна вместо другой.
| a | AAAAA | g     | AABBA | n | ABBAA | t     | BAABA |
| b | AAAAB | h     | AABBB | o | ABBAB | u + v | BAABB |
| c | AAABA | i + j | ABAAA | p | ABBBA | w     | BABAA |
| d | AAABB | k     | ABAAB | q | ABBBB | x     | BABAB |
| e | AABAA | l     | ABABA | r | BAAAA | y     | BABBA |
| f | AABAB | m     | ABABB | s | BAAAB | z     | BABBB |

Bариант шифра Бэкона, использующий современный английский алфавит:
| a | AAAAA | g | AABBA | m | ABBAA | s | BAABA | y | BBAAA |
| b | AAAAB | h | AABBB | n | ABBAB | t | BAABB | z | BBAAB |
| c | AAABA | i | ABAAA | o | ABBBA | u | BABAA |   |       |
| d | AAABB | j | ABAAB | p | ABBBB | v | BABAB |   |       |
| e | AABAA | k | ABABA | q | BAAAA | w | BABBA |   |       |
| f | AABAB | l | ABABB | r | BAAAB | x | BABBB |   |       |

### Циклические последовательности

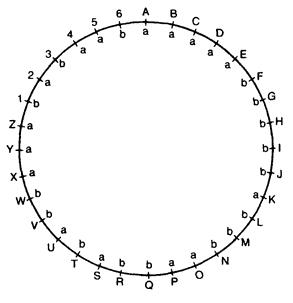
Пример цепочки, используемой для шифрования букв английского алфавита.

Помимо составления алфавита шифра, существует более сложный метод сопоставления буквам последовательностей из 5 символов «A» и «B».
Пусть имеется цепочка из 32 символов, такая, что в ней не существует повторяющихся блоков по 5 элементов. Например:

aaaaabbbbbabbbaabbababbaaababaab
.
Её можно рассматривать как циклическую, соединив начало с концом. Для наглядности эта цепочка изображается в виде кольца символов. Напротив каждого символа изображается буква английского алфавита. Для символов, оставшихся без букв, добавляются цифры от 1 до 6. Теперь эта цепочка будет использоваться в качестве ключа для кодирования букв английского алфавита.
Кодироваться каждая буква будет цепочкой из 5 символов, начиная с этой буквы (по или против часовой стрелки). Например, для буквы «R» получаем цепочку: babab, для «K» — abbba и т. д.

## Способы сокрытия сообщения
Существует множество способов сокрытия секретного сообщения в обычном тексте. Вот некоторые из них:

### Способ 1

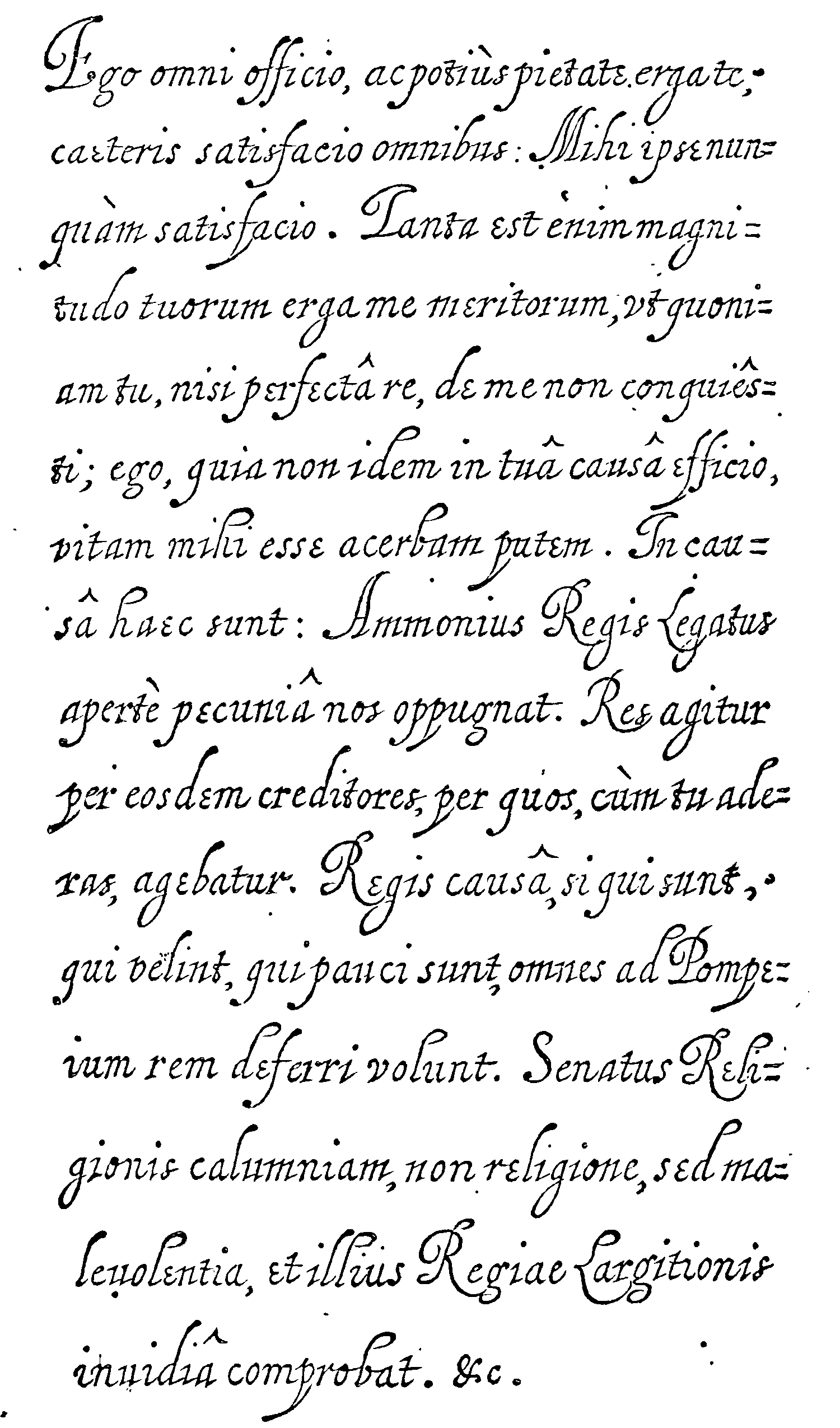
Отрывок из письма Цицерона

Его предложил сам Фрэнсис Бэкон. Пусть в тексте используются два различных типографских шрифта: один для кодирования символа «А», другой — для «B». В простейшем случае можно печатать курсивные буквы вместо «А» и прямые - вместо «B». Например, фамилия:

 B a c o n 

 B A A A B 
будет соответствовать букве «S».
Примером использования такого метода является отрывок из письма (лат.)  (рус.) (56 г. до н. э.) Цицерона, приведённый Бэконом в своих трудах.
В соответствии с двумя типографскими шрифтами, используемыми в отрывке, все буквы текста письма заменяются символами «А» и «В».
В результате получается зашифрованный текст:

Всё пропало. Миндар убит. Съестные припасы солдат исчерпаны. Мы не можем раздобыть провизии и, следовательно, не можем оставаться здесь дольше.

### Способ 2
Обычная фраза:

вот и Наступила ДолГОжДаННая зима
Текст разбивается по 5 букв, пробелы удаляются:

вотиН аступ илаДо лГОжД аННая зима
Большим буквам в тексте ставятся в соответствие символ «B», а маленьким — «A». Получается сообщение вида:

AAAAB AAAAA AAABA ABBAB ABBAA
При использовании первого варианта кодирования алфавита получается секретное сообщение:

bacon

### Способ 3
Теперь правило следующее: буквы алфавита с «A» по «M» соответствуют «А», а буквы с «N» по «Z» — символу «B». Секретное сообщение шифруется так:

I set the chair right.

A BAB BAA AAAAB BAAAB
Последовательность символов разбивается на части по 5 штук:

ABABB AAAAA ABBAA AB
Последние 2 символа отбрасываются, тогда по первому варианту кодирования алфавита получается секретное сообщение:

 man 
Такой способ шифрования более сложный, чем второй, и зашифрованное сообщение не так очевидно.

### Способ 4
Теперь рассмотрим следующее правило: буквам стоящим на нечётных местах в алфавите (a, c, e…) будет сопоставляться символ «A», на чётных позициях (b, d, f…) — «B».
При таком способе сокрытия текста слово:

 knife 

 ABABA 
будет кодировать букву «K».

## Недостатки шифра
- Слабая криптостойкость — сложная часть дешифровки заключается в определении способа сокрытия сообщения. Как только он определён, сообщение легко раскладывается по алфавиту.
- Длина передаваемого текста в пять раз больше длины секретного сообщения[7].
- Одновременно и достоинством и недостатком шифра Бэкона является то, что в одном и том же шифротексте можно скрыть несколько сообщений[7]. Для примера рассмотрим следующее сообщение:

 GkwRt ceUya porrE 
Ключ — циклическая последовательность символов, приведённая выше:

aaaaabbbbbabbbaabbababbaaababaab
То есть Буква «А» кодируется как ааааа, «B» — aaaab, «C» — aaabb и т. д.
Теперь буквы стоящие на нечётных местах в алфавите (a, c, e…) обозначают символ «A», а буквы на чётных местах (b, d, f…) — «B» (Способ 4), получается последовательность двоичных символов, которая в результате расшифровки с помощью выбранного ключа преобразуется в секретное сообщение:

 aaabb aaaaa babba

C A T
Если же буква из первой половины алфавита означает символ «A», а из второй «B» (Способ 3), получается выражение, которое при расшифровке тем же ключом, что и в предыдущем случае, даёт слово «DOG»:

 aabbb aabba bbbba

D O G
А если прописные буквы обозначают «A», а строчные — «B» (Способ 2), то в результате получается секретное сообщение «PIG»:

 abbab bbabb bbbba

P I G
| Зашифрованное сообщение | Способ сокрытия сообщения | Последовательность двоичных символов | Секретное сообщение |
| ----------------------- | ------------------------- | ------------------------------------ | ------------------- |
| GkwRt ceUya porrE       | Способ 4                  | aaabb aaaaa babba                    | C A T               |
| GkwRt ceUya porrE       | Способ 3                  | aabbb aabba bbbba                    | D O G               |
| GkwRt ceUya porrE       | Способ 2                  | abbab bbabb bbbba                    | P I G               |

Этот пример показывает, что из одного текста разными путями можно получить разные сообщения.

## Бэкон и Шекспир
Согласно некоторым исследователям (их называют «Бэконисты» или «Бэконианцы»), автором пьес Уильяма Шекспира является Сэр Френсис Бэкон. Наиболее известными представителями «бэконианской теории» являются:  Игнатиус Доннелли, Элизабет Уэллс Гэллап.
В доказательство своих утверждений они приводят, например, следующий факт:
- На надгробной надписи могилы Уильяма Шекспира можно встретить двухшрифтовую печать[3], то есть тот самый шифр, над которым работал Ф. Бэкон:

Good Frend for Iesus SAKE forbeare
To diGG þE Dust Enclo-Ased He.RE.
Blese be THE Man þat spares TEs Stones
And curst be He þat moves my Bones.

Существует ряд исследовательских работ, посвящённых поиску зашифрованных сообщений в произведениях У. Шекспира (в том числе с помощью шифра Бэкона). Среди них выделяются следующие:

### «Великая криптограмма» (1888 г.)
Книга «Великая криптограмма» написана известным в США политическим деятелем и писателем XIX века Игнатиусом Доннелли и опубликована в 1888 году. Он утверждал, что произведения У. Шекспира являются «огромной стеганограммой», и путём их «криптоанализа» можно найти доказательства того, что автором пьес является Фрэнсис Бэкон. Также И. Доннелли утверждал, что Ф. Бэкон не сумел публично признаться в своём авторстве в силу ряда причин: высокое социальное положение, репутация философа, политика и юриста и т. д. Но Доннелли не сомневался, что с помощью стеганографии Бэкон запечатлил своё авторство в пьесах.
И. Доннелли пытался найти «корневые» числа, оперируя которыми, хотел обнаружить ключ к секретным сообщениям в пьесах У. Шекспира. Исходя из косвенных умозаключений, никак не разъяснённых на страницах своей книги, И. Доннелли выбрал в качестве «основных» чисел: 505, 506, 513, 516, 523. Производя различные математические операции с этими числами (вычитание констант, умножение на множители, вычитание количества слов, написанных курсивом на данной странице и т. п.) он получал число, якобы указывающее на номер слова из зашифрованного текста. При этом автор не уточнял, почему именно такие математические операции необходимо произвести для получения шифротекста. Таким запутанным путём И. Доннелли извлёк из произведений Шекспира следующие фразы:

«Шекспир не написал ни одного слова в этих пьесах».
«Я, Ф. Бэкон — Автор этих пьес».

и т. п.
«Великая криптограмма» была подвергнута жёсткой критике и, несмотря на солидный авторитет автора, провалилась в продаже. Житель штата Миннесота Джозеф Пайл написал свою собственную книгу — «Крошечная криптограмма», спародировав не только название, но и способы «криптоанализа» книги И. Доннелли. С помощью них Пайл «расшифровал» в «Гамлете» следующее секретное сообщение:

«Доннелли, писатель, политик и шарлатан, откроет тайну этой пьесы».

Ещё одно опровержение работ И. Доннелли написал другой гражданин США — преподобный А. Николсон. Он использовал одно из «корневых» чисел Доннелли и даже работал на тех же страницах, что и автор «Великой криптограммы». В итоге Николсон получил следующее:

«Г-н Уильям Шекспир написал эту пьесу и работал у занавеса».

Сам Доннелли никогда не переставал верить в свои «криптографические» открытия и продолжал работать над вскрытием шифров. В 1899 году он опубликовал книгу «Шифры в пьесах и на надгробиях», но успеха у читателей она не имела.

### «Двухбуквенный шифр сэра Фрэнсиса Бэкона, обнаруженный в его трудах и расшифрованный г-жой Элизабет Гэллап» (1899 г.)
Писательница и директор средней школы Элизабет Уэлс Гэллап (англ. Elizabeth Wells Gallup), окончившая Сорбоннский и Маргбурский университеты, была первой из бэконианцев, кто решил для поиска «секретных посланий» в произведениях Уильяма Шекспира использовать двухбуквенный шифр, придуманный самим Бэконом. Гэллап искала в пьесах тексты, написанные различными типографскими шрифтами, и раскладывала их по алфавиту шифра Бэкона. Например, пролог к пьесе «Троил и Крессида» почти целиком был набран курсивом. В результате своей работы Э. Гэллап получила следующие зашифрованные сообщения:

«Королева Елизавета — моя настоящая мать, и я законный наследник трона…
…Найдите зашифрованную повесть, содержащуюся в моих книгах. Она рассказывает о великих тайнах, каждая из которых, будь она передана открыто, стоила бы мне жизни. Ф. Бэкон».

Согласно найденным Э. Гэллап «секретным» сообщениям, Бэкон спрятал рукописи пьес в своём лондонском замке. В 1907 году она отправилась на поиски рукописей, но к положительному результату они не привели.

### «Исследование шекспировских шифров» (1957 г.)
Известные американские криптографы Уильям Фридман и его жена Элизабет Фридман поставили перед собой задачу выяснить, был ли кем-либо обнаружен в произведениях Шекспира «настоящий шифр», вскрытие которого позволило бы подвергнуть сомнению авторство Шекспира. Под словами «настоящий шифр» Фридманы понимали:
- Первоначальный открытый текст имеет смысл
- Результат расшифровки — единственный в своем роде (не должен представлять один из нескольких вариантов дешифрования)

В своей книге (1957) Фридманы рассмотрели исследования множества таких бэконистов как: Орвилл Оуэн (англ. Orville Ward Owen), Уолтер Аренсберг (англ. Walter Conrad Arensberg), Эдвин Дэрнинг-Лоуренс (англ. Edwin Durning-Lawrence) и других. Логических рассуждений, подтверждающих Бэконианскую версию, Фридманы не обнаружили. И даже наоборот, множество бэконистких доказательств было поставлено под сомнение.